# Віртус
Ві́ртус, Вірту́та (лат. Virtus — стійкість, мужність, відвага) — богиня військової відваги, супутниця Марса; часом ототожнювалася з Беллоною. Віртус шанували разом з Гонором. Їхній спільний храм був біля Марсового святилища. Зображували її озброєною амазонкою.